# ستراژ پود رالسکم
ستراژ پود رالسکم (به لاتین: Stráž pod Ralskem) یک منطقهٔ مسکونی در جمهوری چک است که در ناحیه تشسکا لیپا واقع شده‌است. ستراژ پود رالسکم ۴٬۲۳۸ نفر جمعیت دارد.